# 马克·佩特里
马克·佩特里（英語：Mark Petrie，1979年5月20日—）是新西兰电影，电视和视频游戏作曲家。他最知名的作品是为 Guardians of the Galaxy, Life of Pi, Mission Impossible: Ghost Protocol, Sherlock Holmes: A Game of Shadows的预告片配乐，以及为Madden NFL撰写得分的预告片制作音乐。他还为电影，电视剧，纪录片，政治运动和体育赛事编曲配乐。
他最知名的一首音乐是Go Time。